# The Executrix
Pour les articles homonymes, voir Agony.
Pour plus de détails, voir Fiche technique et Distribution.
The Executrix (Agony) est un thriller américain réalisé par Michele Civetta et sorti en 2020.

## Fiche technique
- Titre français : The Executrix[1]
- Titre original : Agony[2]
- Réalisateur : Michele Civetta
- Scénario : Michele Civetta, Joseph Schuman
- Photographie : Nicola Pecorini
- Montage : Trish Fuller
- Musique : Daniel Hunt, Barði Jóhannsson
- Décors : Laura Boni
- Production : Michele Civetta, David Goren, Giulia Marletta
- Sociétés de production : Quintessence Films
- Pays de production :  États-Unis
- Langue originale : anglais américain
- Format : couleurs - 2,35:1
- Durée : 115 minutes
- Genre : thriller
- Dates de sortie :
  - États-Unis : 3 avril 2020 (vidéo à la demande)

## Distribution
- Asia Argento
- Jonathan Caouette
- Nick Daly
- Ninetto Davoli
- Giulia Di Quilio
- Monica Guerritore
- Molly Jane McCarthy
- Franco Nero
- Rade Šerbedžija
- Simone Wasserman